# Цуень
Цуень (маньчж. ᠴᡠᠶᡝᠨ; 1580 — 14 октября 1615) — маньчжурский принц и старший сын правителя Поздней Цзинь Нурхаци, основателя династии Цин. Опытный воин, Цуень сыграл важную роль в укреплении власти Нурхаци среди соперничающих кланов чжурчжэней. Он также был главным гражданским администратором в течение периодов с перерывами в режиме, основанном Нурхаци. Однако в конце концов он потерял благосклонность своего отца, потому что пытался использовать колдовские заклинания против других принцев. Он был помещен в одиночную камеру и умер в заключении через несколько лет.

## Ранняя жизнь
Куен родился в 1580 году в современной провинции Цзилинь на северо-востоке Китая в знатной семье чжурчжэней Цзяньчжоу. Он внук Такси и старший сын Нурхаци (1559—1626), который в то время только начинал приобретать известность в чжурчжэньском племени, к которому принадлежал. Матерью Цуеня была Хахана Джейсинг из клана Тунгия, первая жена Нурхаци, которая также родила принца Дайсаня.
Цуень был способным воином и провел большую часть своей юности, помогая отцу в укреплении власти в Маньчжурии. Он участвовал в своем первом крупном сражении против анкулакитов, соперничающего чжурчжэньского племени, в 1598 году, когда ему было всего 18 лет. Когда он вернулся победителем с поля боя, его отец Нурхаци оказал ему высокие почести, даровав ему титул хун батуру. Позже это привело к тому, что некоторые китайские источники стали называть Цуеня по прозвищу Хун Бату (примерно «красный парень, схвативший кролика»).

## Военные походы
Следующая крупная экспедиция Куена состоялась примерно в 1608 году. Он и его брат Дайсань штурмовали город Фио-Хотон (принадлежащий современной маньчжурской деревне Санцзязи, Хуньчунь, Яньбянь) в попытке завершить переселение другого чжурчжэньского племени, которое, как говорили, терпящий притеснения со стороны клана Ула, стратегического соперника Нурхаци. Однако это привело Цуеня к разногласиям со своим дядей Шурхаци, младшим братом Нурхаци, чьи дочери вышли замуж за мужчин из клана Ула и который, предположительно, хотел использовать этот союз с Улой, чтобы бросить политический вызов Нурхаци. Несколько лет спустя Цуень снова пошел войной на Улу и при этом взял горную крепость.
Ещё в юности Цуеня Нурхаци назначил его своим наследником, и к началу 1600-х годов Цуень обладал значительной политической властью, особенно в периоды, когда его отец покидал столицу чжурчжэней для военных походов в отдаленные районы. Однако участие Цуеня в гражданских и административных делах вызывало зависть и негодование со стороны его братьев и других видных принцев, которые составляли элитный внутренний круг чжурчжэней. В конце концов, несколько его братьев и двоюродных братьев обратились к Нурхаци с просьбой пожаловаться на поведение Цуеня. Главным среди недовольств было неравное распределение добычи в битвах и предполагаемая склонность Цуеня предоставлять себе большие владения. В ответ Нурхаци сделал Цуеню выговор и умолял его быть более великодушным по отношению к своим братьям.

## Падение
В 1612 году, когда Нурхаци отправился в очередную военную кампанию против племени Ула, он дал Дайсаню особенно видную роль при дворе, чтобы «помочь» Цуену, в то время как последний фактически служил главным администратором в столице чжурчжэней. На практике Дайсань действовал как проверка на Куйена, который в этот момент потерял доверие своего отца. В какой-то момент Нурхаци понял, что больше нельзя давать Цуену особое положение, не отталкивая других принцев, которые служили с таким же уровнем отличия и заслуг. Возможно, из-за собственной некомпетентности Цуеня в уравновешивании интересов принцев при дворе Нурхаци в последние годы своей жизни отдавал предпочтение управлению на основе консенсуса «круглого стола» принцев вместо того, чтобы отдавать первенство одному принцу.
Говорили, что во время кампании племени Ула 1612 года Цуень пытался использовать колдовство, чтобы проклясть других принцев, по-видимому, в попытке укрепить свое положение. Это оказалось последней каплей. Разъяренный тем, что Цуень не внял урокам прошлого и продолжал враждовать с другими князьями, Нурхаци приговорил Цуеня к одиночному заключению. Через два года он умер в заключении. В его официальной биографии указано, что он был казнен Нурхаци, хотя истинные обстоятельства его смерти не были ясны. Неподтвержденный отчет династии Мин, по-видимому, полагал, что Цуень советовал не вторгаться на территорию Мин в самом Китае, тем самым навлекая на себя гнев Нурхаци. Однако эта версия не подтверждается доказательствами.

## Титул и наследование
Куен получил звание бэйлэ до 1598 года. Ему посмертно был присвоен титул наследного принца Гуанлю (廣 略 太 子). Непонятно, почему Куену был присвоен великий титул, несмотря на то, что он поссорился со своим отцом. Название было изменено на Beile Guanglue (廣略貝勒) во время правления сына и преемника Нурхаци Хунтайцзи. В конце концов титул бэйлэ был стандартизирован до «принца третьего ранга». Титул последовательно понижался в последующих поколениях. Его потомки были ничем не примечательной ветвью клана Айсингиоро; некоторые стали мелкими чиновниками.

## Семья
От двух жен у него было трое сыновей и три дочери.